# Ronde van de Zibans
De Ronde van de Zibans was een meerdaagse wielerwedstrijd die in 2018 werd verreden in en rond Biskra in Algerije en deel uitmaakte van de UCI Africa Tour, met de categorie 2.2. De race werd gewonnen door Abdellah Hida.

## Lijst van winnaars

### Overwinningen per land
| Overwinningen | Land    |
| ------------- | ------- |
| 1             | Marokko |

2005 · 
2006 · 
2007 · 
2008 · 
2009 · 
2010 · 
2011 · 
2012 · 
2013 ·
2014 · 
2015 ·
2016 ·
2017 ·
2018 ·
2019 ·
2020 ·
2021 ·
2022 ·
2023 ·
2024 ·
2025
Belangrijkste wedstrijden

Ronde van Burkina Faso · La Tropicale Amissa Bongo · Ronde van Kameroen · Ronde van Marokko · GP Chantal Biya · Ronde van Rwanda